# Talisie
Le Talisie (in greco antico: θαλύσια?, Thalýsia) erano feste che si celebrano nell'antica Grecia in autunno per ringraziare Dioniso e Demetra (o secondo alcuni solo Demetra) del raccolto dell'uva e dei frutti maturati.